# Styringomyia trifurciscutata
Styringomyia trifurciscutata là một loài ruồi trong họ Limoniidae. Chúng phân bố ở miền Australasia.